# أحمد كوتوكو
أحمد كوتوكو (مواليد 1 مارس 2000) هو لاعب كرة قدم تركي يلعب كمهاجم في نادي شالكه 04.

## روابط خارجية
- أحمد كوتوكو على موقع الاتحاد الأوربي (الإنجليزية)
- أحمد كوتوكو على موقع اتحاد تركيا (لاعب) (الإنجليزية)
- أحمد كوتوكو على موقع قاعدة بيانات كرة القدم.إي يو (الإنجليزية)
- أحمد كوتوكو على موقع ناشيونال فوتبول تيمز (الإنجليزية)
- أحمد كوتوكو على موقع Soccerway.com (الإنجليزية)
- أحمد كوتوكو على موقع عالم كرة القدم.نت (الإنجليزية)